# Гу Інсян
Гу Інсян (*顧應祥, 25 вересня 1483 — 29 вересня 1565) — китайський державний службовець, математик, історик, географ часів династії Мін.

## Життєпис
Походив з чиновницької родини. Народився у 1483 році в м. Хучжоу (провінція Чжецзян). Здобув класичну домашню освіту. У 1505 році успішно склав імператорський іспит, отримавши найвищу вчену ступінь цзіньши. З цього моменту захопився арифметикою, при цьому перебував на державній службі.
У 1506 році призначається на посаду імператорського інспектора в Нанкіні, де він перебував до 1509 року. У 1509—1511 роках перебував на посаді судді 推 官 префектури Жаочжоу 饒州路 (в сучасній провінції Цзянсі). У 1511 році його висунуто до складу цензорату, проте з огляду надто молодий вік для цього, спочатку Гу Інсяна призначають секретарем імператорської гвардії.
У 1516 році стає помічником імператорського інспектора в провінції Гуандун та головою Бюро з морської торгівлі. У 1517 році брав участь у придушенні селянських повстань в префектурах Тінчжоу, Чжанчжоу, провінції Фуцзянь. У 1518 році брав участь у складі делегації в перемовинах з адміралом португальського флоту Фернаном Пересом де Андраде щодо придушення повстань у приморських районах. За іспішні дії йому запропоновано посаду придворного міністра з розгляду судових справ, проте Гу Інсян відмовився. Тоді його призначають помічником голови округу Ліндун в провінції Гуандун.
У 1519—1520 роках обіймав посаду помічника інспектора в провінції Цзянси. У 1526 році стає головним міністром управління парків та садів провінції Шеньсі. У 1527 році стає віце-інспектор провінційної інспекції Шаньдуна. У 1530 році призначається Правим інспектор провінції Шаньдун. Того ж року переходить на посаду правого віце-цензору цензорату провінції Юньнань. У 1532 році отримує посаду великого інспектора провінції Юньнань.
У 1533 році у зв'язку зі смертю матері вирішив залишити державну службу, проте не отримав на це дозвіл імператора, після чого Гу Інсяна було покарано, переведено на посаду інспектора провінції Юньнань. У 1548 році його відновлено на посаді великого інспектора.
У 1549 році призначається на посаду заступника міністра Військового міністерства у Нанкіні. У 1550 році переводять до Пекіна, де Гу Інсун очолює Міністерство покарань (на кшталь міністерства юстиції). Втім через 3 місяці отримує пониження — до міністра покарань в Нанкіні. У 1561 році виходить на пенсію й повертається на батьківщину. Помер у 1565 році.

## Творчість
В його доробку 4 книги з математики, історична і географічна праці. У 1533 році видав математичну книгу «Гоугоу суань шу» («Мистецтво розрахунків більшого і меншого катетів» з 2 цзюанєй), присвячену застосуванню теореми Піфагора. У 1550 році вийшла книга «Це юань хай цзін фень лей ші шу» ("Мистецтво роз'яснення та поділу за родами завдань «Морського дзеркала вимірювань кола» з 10 цзюнєй), в якій класифіковані рівняння різних ступенів залежно від знаків коефіцієнтів і дані більш повні пояснення їх рішень. У 1552 році завершено роботу «Ху ши суань шу» («Мистецтво розрахунків дуг і хорд» з 1 цзюаня), де дана систематизація розвинених раніше алгоритмів, призначених для розрахунку дуг і кругових сегментів. У 1553 році — «Це юань суань шу» («Мистецтво розрахунків при вимірах кола» з 4 цзюанєй).
У 1538—1548 роках Гу Інсян створив велику історичну працю з історії держави Наньчжао. У 1565 році, напередодні смерті завершив «Хроніку найважливіших подій в історії Китаю» у 30 цзюанях.
У 1561 році опублікував географічний довідник рідної області Чансін — «Чансін сяньчжі».